# Association des professeurs des classes préparatoires économiques et commerciales
L’association des professeurs des classes préparatoires économiques et commerciales (connue sous le sigle APHEC) est une association loi de 1901 de professeurs enseignant dans les classes préparatoires économiques et commerciales.
Créée en 1972, elle a actuellement son siège au Lycée Louis-le-Grand, 123 rue Saint-Jacques à Paris. L’APHEC est l'un des membres fondateurs de la Conférence des classes préparatoires et membre de la Conférence des grandes écoles.

## Fonctionnement
L’association est composée de membres actifs, de membres associés et de membres d’honneur. Elle est dirigée par un Conseil d'Administration dont les membres sont élus par une Assemblée Générale ordinaire (en 2018 à KEDGE Voir : APHEC : premier bilan du congrès 2018) pour une durée de quatre ans, au scrutin uninominal à un tour, à la majorité relative. Le Conseil d'Administration est présidé par le président de l’association qui la représente et peut ester en justice en son nom. Un Bureau, composé du président, des trois vice-présidents, du trésorier, du trésorier-adjoint et du secrétaire général est élu par le Conseil d’Administration et agit sous son contrôle.
L’association publie chaque année un bulletin à destination de ses membres et anime un site d'information et de liaison, dont une partie est réservée à ses adhérents. En 2003, elle a mis en place le site Infoprepa dans le but de fournir au grand public des renseignements sur les classes préparatoires de la filière économique et commerciale et dispose d'un blog où sont publiés des articles relatifs aux CPGE et à l’avenir de la filière.

## Actions
L'APHEC dialogue avec les grandes écoles de management et les acteurs institutionnels du monde éducatif; elle participe aux débats concernant la filière économique et commerciale, en particulier sur le rapprochement envisagé entre les CPGE et les EPSCP et intervient sur des sujets engageant l’avenir du dispositif national des Classes Préparatoires aux Grandes Écoles; elle œuvre notamment pour améliorer l’efficacité et la lisibilité du continuum entre les classes préparatoires et les grandes écoles. Les CPGE constituent en effet les deux premières années d’un cursus en cinq ans vers le Master en management délivré par les grandes écoles. Les membres de l’APHEC participent également à l’orientation des lycéens en apportant une information sur la filière CPGE – Grandes Écoles dans les salons de l’orientation et de l’enseignement supérieur organisés dans les principales villes du territoire national. Elle agit aussi pour une meilleure reconnaissance du système des classes préparatoires à l’étranger.

### Lutte contre les inégalités sociales d’accès à l’enseignement supérieur
L'APHEC participe au groupe « Ouverture Sociale » de la commission amont de la Conférence des grandes écoles. Elle informe sur les dispositifs de lutte contre les inégalités sociales (Cordées de la réussite,) et sur le financement des études en Grandes Écoles de Commerce. Les CPGE participent à l’effort national visant à accroître le nombre de boursiers accueillis dans l’enseignement supérieur.

### Leprocessus de Bologne
Faisant suite à la publication en 2002 des textes instituant la réforme LMD, et à la nécessité de décrire la formation dispensée en Classes Préparatoires dans le Système européen de transfert et d’accumulation de crédits, l’APHEC est intervenue  auprès du gouvernement, aux côtés d’autres associations de professeurs de classes préparatoires, afin que les Crédits ECTS (European Credits Transfer System) puissent être délivrés directement par les CPGE. En 2007, après plusieurs années d’échanges et de discussions, le décret relatif à l’organisation et au fonctionnement des classes préparatoires aux grandes écoles est modifié, instituant une « attestation descriptive du parcours de formation suivi par l’étudiant, […] établie sur la base d’une grille nationale de référence », et mentionnant « pour chaque élément constitutif du parcours de formation correspondant à des acquisitions attestées de connaissances et d’aptitudes une valeur définie en crédits européens dans la limite de 60 crédits pour la première année d’études et de 120 crédits pour le parcours de formation complet en classe préparatoire »

### Réflexion sur la filière, défense des statuts, avenir des CPGE
En janvier 2012, l’APHEC participe à la création du "Comité de concertation et de suivi des classes préparatoires aux grandes écoles", piloté par le Ministère de l’Enseignement supérieur et de la Recherche, dont le rôle est de formuler des avis et recommandations sur le fonctionnement des CPGE et le 6 novembre 2012, elle publie une contribution, aux Assises Nationales de l’Enseignement Supérieur et de la Recherche. En décembre 2013, en liaison avec d'autres associations de classes préparatoires, l’APHEC est signataire de la  pétition unitaire des Classes Préparatoires aux Grandes Écoles qui recueille plus de 50 000 signatures contre le projet de décret du ministre de l’Éducation Nationale Vincent Peillon, et participe au mouvement de protestation ,,. Le 16 avril 2014, en tant que membre de la Conférence des Classes Préparatoires aux Grandes Écoles, l’APHEC participe à la rédaction de la  déclaration sur les Missions et spécificités des CPGE au sein du système éducatif français. 
Le 6 novembre 2015 ont été organisées au Lycée Louis-le-Grand les premières "Rencontres de l'APHEC" au cours desquelles plus d'une centaine de directeurs d'écoles de commerce, de proviseurs de lycées à classes préparatoires, de journalistes, d'anciens étudiants et d'enseignants ont débattu sur deux thèmes : le continuum Classes préparatoires - Grandes Écoles et l'internationalisation des Classes Préparatoires. Les secondes rencontres de l’APHEC ont eu lieu le 17 novembre 2017 à ESCP-Europe (campus de Paris) et ont été consacrées au thème « la filière Classes Prépas – Grandes Écoles de Management : un parcours gagnant ». 

## Dates clés
- 1972 : Création de l’Association des Professeurs de Classes Préparatoires au Haut Enseignement Commercial (dite APHEC)
- 1972-1992 : Président fondateur : Claude Berteaux, professeur d’histoire en classe préparatoire au Lycée Louis-le-Grand (Paris)[réf. souhaitée]
- 1992-2000 : Président : Régis Bénichi, professeur d’histoire en classe préparatoire au Lycée Carnot (Paris)
- 2000-2016 : Président : Philippe Heudron, professeur de mathématiques en classe préparatoire au Lycée Hélène-Boucher (Paris)
- 2006 : Assemblée Générale à Audencia[26]
- 2007 : Assemblée Générale à Grenoble École de Management
- 2008 : Assemblée Générale à RMS[27]
- 2009 : Assemblée Générale à Rouen Business School[28] ,[29]
- 2010 : Assemblée Générale à l'ESC Rennes[30]
- 2011 : Assemblée Générale à l'EDHEC[31]
- 2012 : Assemblée Générale à l'ESC Dijon[32]
- 2013 : Assemblée Générale à Reims Management School[33]
- 2014 : Assemblée Générale à l'EMLyon[34],[35]
- 2015 : Assemblée Générale à l'EM Normandie[36],[37]
- 2015 : Rencontres de l'APHEC 2015 au Lycée Louis-le-Grand le 6 novembre 2015[38],[39].
- 2016 : Assemblée Générale à Toulouse Business School[40].
- Juin 2016 : Alain Joyeux, professeur d'histoire, géographie et géopolitique au Lycée Joffre de Montpellier, devient président de l'APHEC.
- Mai 2017 : Assemblée Générale à l'École supérieure de commerce de Rennes[41]
- Novembre 2017 : Rencontres de l'APHEC 2017 à l'ESCP-Europe le 17 novembre 2017[42],[43].
- Juin 2018 : Assemblée Générale sur le campus bordelais de Kedge Business School[44]
- Juin 2019 : Assemblée Générale sur le campus rouennais de Neoma Business School[45]